# All Your Fault: Pt. 1
All Your Fault: Pt. 1 é o segundo EP da cantora americana Bebe Rexha. Foi lançado em 17 de fevereiro de 2017 e conta com as participações dos rappers G-Eazy e Ty Dolla $ign. O single principal do álbum, I Got You, foi lançado em 28 de outubro de 2016.

## Lançamento e promoção
A canção "I Got You" foi lançado em 28 de outubro de 2016 como single principal do álbum. O videoclipe foi lançado em 6 de janeiro de 2017, acumulando mais de 230 milhões de visualizações até o momento. O single entrou na Billboard Hot 100 dos Estados Unidos na 94ª posição em 21 de janeiro de 2017. O videoclipe da canção "F.F.F. (Fuck Fake Friends)" foi lançado no website da revista Entertainment Weekly em 9 de março de 2017. Em 1 de março de 2017, Rexha deu início à sua primeira tour, All Your Fault Tour, começando pela América do Norte.

## Recepção da crítica
Mike Wass, do blog musical Idolator, deu ao EP uma nota de 4.5 de 5, alegando que "este álbum é um testamento para a habilidade de composição sobrenatural e brilhante que a cantora tem."

## Faixas
| N.º            | Título                          | Compositor(es)                                                              | Produtor(es)                                | Duração |  |
| 1.             | "Atmosphere"                    | Bleta Rexha Koko LaRoo Marco Borrero Trey Campbell                          | The Wiild Scott Robinson Allan              | 3:11    |  |
| 2.             | "I Got You"                     | Rexha Ben Berger Lauren Christy Jacob Kashr Hindlin Ryan McMahon Ryan Rabin | Captain Cuts                                | 3:11    |  |
| 3.             | "Small Doses"                   | Rexha Christy                                                               | Gladius                                     | 3:17    |  |
| 4.             | "F.F.F." (com G-Eazy)           | Rexha Berger Christy G-Eazy McMahon                                         | Captain Cuts                                | 3:22    |  |
| 5.             | "Gateway Drug"                  | Rexha Christy                                                               | The Invisible Men Salt Wives Maths Time Joy | 3:32    |  |
| 6.             | "Bad Bitch" (com Ty Dolla $ign) | Rexha Christy Ty Dolla $ign                                                 | Stargate                                    | 3:17    |  |
| Duração total: | Duração total:                  | Duração total:                                                              | Duração total:                              | 19:50   |  |

## Charts
| Chart (2017)                          | Peak position |
| ------------------------------------- | ------------- |
| Australian Digital Albums (ARIA)      | 38            |
| Canadá (Billboard)                    | 31            |
| Finlândia (Suomen virallinen lista)   | 27            |
| New Zealand Heatseekers Albums (RMNZ) | 5             |
| Swedish Albums (Sverigetopplistan)    | 54            |
| Suíça (Schweizer Hitparade)           | 55            |
| Estados Unidos (Billboard 200)        | 51            |

## Histórico de lançamento
| Região         | Data                    | Formato          | Gravadora            | Ref.   |
| -------------- | ----------------------- | ---------------- | -------------------- | ------ |
| Estados Unidos | 17 de fevereiro de 2017 | Download digital | Warner Bros. Records | [ 18 ] |
| Reino Unido    | 31 de março de 2017     | CD               | Warner Bros. Records | [ 19 ] |

## Créditos
Performers e músicos
- Bebe Rexha – vocal
- G-Eazy – rap (faixa 4)
- Ty Dolla Sign – rap (faixa 6)
- Sarah Button – violino (faixa) 5)
- Captain Cuts – todos os instrumentos (faixa 2)
- Katherine Chibah – viola (faixa 5)
- Reiad Chibah – violino (faixa 5)
- Louise Dearsley – violoncelo (faixa 5)
- The Invisible Men – teclado (faixa 5)
- Maths Time Joy – teclado (faixa 5)
- Alex Oriet – teclado (faixa 5)
- David Phelan – teclado (faixa 5)

Produção
- Mitch Allan – produção vocal (faixa 1), mixing (faixa 1)
- Jose Balabuer – engenharia (faixa 2)
- Captain Cuts – produção (faixas 2, 4), programação (faixa 2) e engenharia (faixas 2, 4)
- Robin Florent – assistente de mixagem (faixas 2, 4)
- Chris Galland – assistente de mixagem (faixas 2, 4)
- Chris Gehringer – masterização (faixa 2)
- Gladius – produção (faixa 3)
- Josh Gudwin – mixagem (faixas 3, 5)
- The Invisible Men – produção (faixa 5), gravação (faixa 5) e programação (faixa 5)
- Jeff Jackson – assistente de mixagem (faixas 2, 4)
- Omar Loya – gravação (faixa 5)
- Manny Marroquin – mixagem (faixas 2, 4)
- Maths Time Joy – produção adicional (faixa 5) e programação (faixa 5)
- Zeke Mishanec – assistente de mixagem (faixa 3)
- Daniel Moyler – gravação (faixa 5)
- Alex Oriet – programação (faixa 5)
- David Phelan – programação (faixa 5)
- Scott Robinson – vocal adicional production (faixa 1)
- David Rodriguez – engenharia (faixa 2)
- Stargate – produção (faixa 6)
- Phil Tan – mixagem (faixa 6)
- Kory Welty – assistente de mixagem (faixa 5)
- Salt Wives – produção (faixa 5)
- The Wiild – produção (faixa 1)
- Bill Zimmerman – assistente de engenharia (faixa 6)

Design e gerenciamento
- The 92 Group – direção criativa
- Blast!Music Management – gerenciamento
- Sasha Samsonova – fotografia